# Кудашівка (Кам'янський район)
Куда́шівка  (в 1941-1943 роках - Гінденбурґ (нім. Hindenburg)) — село (до 2018 року — селище) у Божедарівській селищній громаді Кам'янського району Дніпропетровської області.
До 2020 адміністративний центр Кудашівської сільської ради. Населення — 1117 мешканців.

## Географія
Кудашівка розташована у степовій зоні України на Придніпровській височині.
Віддалена від великих промислових міст області.
Межує з селами Новожитлівка і Ковалівка.
Через Кудашівку проходить Придніпровська залізниця (станція Кудашівка) і автошлях Т 0432. До початку 20-х років біля Кудашівки  у бік станції  Благословенного знаходилась німецька колонія Ольгенфельд

## Історія
Станція Кудашівка на головній лінії (Ясинувата - Долинська) Катерининської залізниці була відкрита в 1884 році одночасно з введенням в експлуатацію залізниці, будівництво якої відбувалося з 1881 року.
З 1879 року орендатором, а з 1887 - власником землі в кількості 966 десятин є Йоганн Яковлевич Тільман (нім. Johann Tielmann), родом з Молочанських менонітських колоній.
В 1884 році біля роз'їзду Кудашівка засновується маєток Тільмана  "Независимо".
В 1903 році був введений в експлуатацію паровий вальцевий млин Тільмана.
В 1909 році  млин при станції Кудашівці Алферівської волості перемелював 140 000 пудів пшениці.
В 1910 році маєток Тільмана отримав велику срібну медаль в напрямку "Польове господарство" на Південно-Російській обласній сільськогосподарській, промисловій та кустарній виставці в Катеринославі.

В 1913 році на млині Тільмана працювало 15 робітників, був паровий двигун потужністю 35 к.с., перемелювалось 182 000 пудів пшениці.

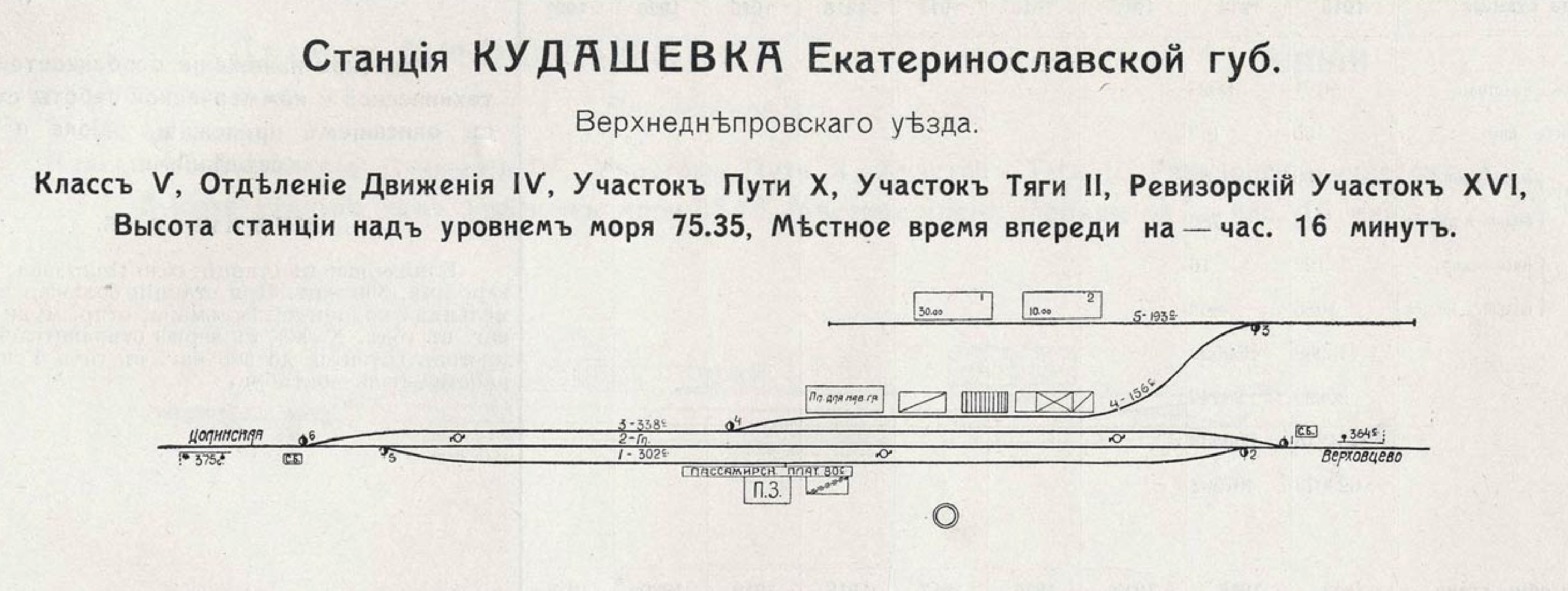
Схема залізничної станції Кудашівка

В 1916 році зі станції Кудашівка відправлялося борошна до 500 вагонів на рік і до 600 вагонів на рік хліба в зерні відправників-колоністів.
7 (20) листопада 1917 року, відповідно до Третього Універсалу Української Центральної Ради, увійшло до складу Української Народної Республіки.  
В 1918 році в колонії було 26 господарств, будинки будувалися з цегли.
В 1925 році в селищі і залізничній станції Кудашівці Божедарівського району Криворізької округи налічувалось 30 господарств, 155 осіб, 1 тепловий млин.
В 1930 році тут оселилися на новій вулиці 18 родин німців з села Ямбург, які змушені були покинути свої оселі під час затоплення частини села при будівництві греблі ДніпроГЕСу.
Під час голодомору 1932-1933 років в селі померло 9 осіб.
В 1930-1941 роках в селі було репресовано 43 особи.
Перед початком німецько-радянської війни в 1941 році населення складало 111 родин, 562 особи, в тому числі: німців - 88 родин, 467 осіб (84%), українців - 21 родина, 87 осіб, інших - 2 родини, 8 осіб.
В 1942 році в селі Гінденбурзі (Кудашівці) Божедарівського району Верхньодніпровського ґебіту генеральної округи Дніпропетровськ Райхскомісаріату Україна населення складало 122 родин, 576 особ, в тому числі німців - 112 родин, 527 осіб (92%), українців - 8 родин, 43 особи, інших - 2 родини, 6 осіб.
В часи радянської влади тут розміщувалась центральна садиба колгоспу «Путь Ильича».
22 жовтня 2014 року у селі невідомі завалили пам'ятник Леніну.

## Сучасність
В селищі працює декілька агрофірм та селянських фермерських господарств.
Є школа, дошкільний навчальний заклад, лікарська амбулаторія, будинок культури.

## Населення

### Мова
Розподіл населення за рідною мовою за даними перепису 2001 року:
| Мова            | Відсоток |
| --------------- | -------- |
| українська      | 94,8 %   |
| російська       | 4,3 %    |
| інші/не вказали | 0,9 %    |

## Постаті
- Дмитренко Олександр Станіславович — тракторист, комбайнер, кавалер ордена «За заслуги» III ступеня[10].
- Дмитренко Олександр Олександрович — воїн, нагороджений почесною відзнакою - Нагрудним знаком «За вірність народу України» ІІ ступеня за вагомі досягнення у бойовій та службовій підготовці, зразкове виконання військового обов'язку із захисту державного суверенітету та територіальної цілісності України, активну громадянську позицію, високий патріотизм та з нагоди Дня Конституції України[11].
- Михайлов Євгеній Олександрович — солдат, нагороджений орденом "За мужність" IIІ ступеня (посмертно). За особисту мужність, виявлену у захисті державного суверенітету та територіальної цілісності України, самовіддане виконання військового обов’язку [12].